# ŽOK Jedinstvo Užice
ŽOK Jedinstvo Užice är en volleybollklubb från Užice, Serbien. Klubben grundades 1968. Klubben debuterade i jugoslaviska högstaligan 1974, men utmärkte sig inte utan åkte ibland ur för att senare återkomma.
Dess mest framgångsrika period än så länge (2024) är under tiden då Serbien-Montenegro fanns. Under denna perioden vann klubben nio serbien-montenegriska mästerskap. Under denna eran nådde de även final i den europeiska cupen Top Teams Cup 2001-2002 (numera heter cupen CEV Cup). Efter att Serbien bildat en självständig stat spelade laget i Superliga till säsongen 2013-2014.